# 長谷志恩
長谷 志恩（ながたに しおん、本名・生年月日非公開）は、日本の男性インディーズシンガーソングライターである。東京都練馬区出身。ペルメージレコード所属。

## 来歴
- 東京都練馬区成増で作曲家の父、日本舞踊家の母との間に生まれる。
- 3歳、ピアノを習い始める。
- 5歳、父がいなくなり、両親が離婚。
- 9歳、登校拒否になる。やがて学校と母の相談の末、千葉県の施設に強制収容させられそうになり、バスの迎えが来るが、頑なに拒否。
- 11歳、エレキギターを買う。ブルーハーツを練習する。
- 12歳、父からのプレゼントでアコースティックギターをもらう。
尾崎豊を弾き語る。オリジナル曲を作り始める。
- 14歳、ライブハウスに一人で通い始める。『かくれんぼ』作る。
- 15歳、アピアのオーディションを受け、合格。月1のライブ活動をする。
学校の友達とバンドを組み体育館でライブをする。
- 16歳、高校受験をせず、いとこのいるアメリカ行きを決意するが、事情により行けなくなり、10年ぶりに父と二人暮しをする。
- 17歳、高校に入学するが、数々の問題を起こして退学になり、更に保護観察処分を受ける。
- 18歳、雑誌等モデル活動を始める。バイト先の従業員がデモテープをレコード会社に持って行きプロデューサーの目に止まる。しばらく行動を共にするが、デビューに至らず。
悩む。引きこもる。音楽活動も辞め、ひたすら曲作りに打ち込む。
- 2002年、立ち上がる。アピアに復活。何社かのレコード会社に合格するもののまたデビューに至らず。
- 2004年、レコーディング開始。
レコーディング時のメンバーで長谷志恩バンド結成、活動開始。
- 2005年、ペルメージレコードより1st Album『登校拒否児』リリース。

## ディスコグラフィ

### シングル
なし。

### アルバム
1. 登校拒否児（2005/5/22）